# C.k. dvorní farnost ve Vídni
Císařská a královská dvorní a hradní farnost ve Vídni je někdejší římskokatolická farnost při habsburském panovnickém dvoře ve Vídni. Farnost až do konce Rakousko-Uherska v roce 1918 zajišťovala duchovní péči o císařskou rodinu a její dvůr.

## Organizace
Právní rozsah působnosti exemptní dvorní a hradní farnosti nebyl určen územně, nýbrž vztahoval se na členy vídeňského dvora a jejich nejbližší rodinné příslušníky. Dvorská a zámecká farnost byla také pověřena vydáváním křestních a úmrtních listů pro císařskou rodinu.
Jako farní kostel dvorní a hradní farnosti fungovala dvorní kaple ve vídeňském Hofburgu, příležitostně byla využívána také Josefova kaple v Hofburgu. Před vznikem dvorní a hradní podle kanonického práva exemptní farnosti, sloužily jako farní kostely panovnického dvora nedaleký kostel sv. Michaela (do roku 1784) a augustiniánský kostel. V augustiniánském kostele se konaly intronizační ceremonie císařské rodiny a dvorní svatby.
Po uzavření augustiniánského kláštera vedle Hofburgu v roce 1836  byli za řízení dvorní a hradní farnosti zodpovědní světští kněží z Frintanea. Po zrušení císařského farnosti byla dvorní kaple v Hofburgu v roce 1920 podle kanonického práva přeměněna na rektorát.

## Personál

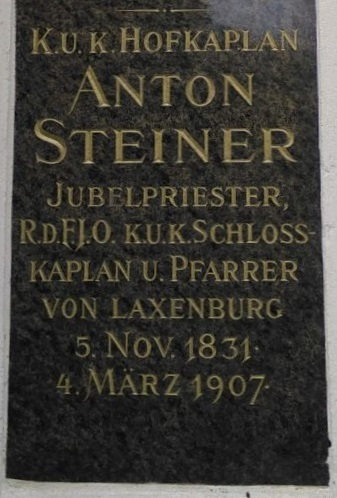
Hrob bývalého dvorního kaplana Antona Steinera, Vídeňský ústřední hřbitov

K duchovnímu personálu dvorní a hradní farnosti patřil samotný „dvorní a hradní kněz“ a několik duchovních v pozici kaplanů. Kaplanů bylo zpravidla až sedm, z nichž čtyři působili ve Frintaneu jako vedoucí studijních nebo duchovních ředitelů (viz níže).
Duchovní dvorní a hradní farnosti měli určitý vliv jako osobní pastýři panovníka a císařské rodiny (zejména jako zpovědníci a rádci), ale také jako vychovatelé a učitelé náboženství mladých arcivévodů a arcivévodkyň. Tito duchovní také doprovázeli panovníka a císařskou rodinu na cestách doma i v zahraničí. Za císařů Františka Josefa a Karla I. bylo zvykem, že příslušného dvorního a hradního kněze jmenoval papež pomocným biskupem vídeňské arcidiecéze.
Kromě povinností osobních pastýřů panovníka a císařské rodiny byli duchovní dvorní a hradní farnosti pověřeni řízením Frintanea, vzdělávací instituce pro vysoce kvalifikované světské kněze ve Vídni, jako např. chorvatský teolog Josip Juraj Strossmayer, kaplan dvorní farnosti a ředitel studia církevních dějin a kanonického práva na Frintaneu. Toto vzdělání a úzký kontakt s panovnickým rodem prostřednictvím dvorní farnosti mohly položit základ pro postup do nejvyšších církevních úřadů.

## Osobnosti

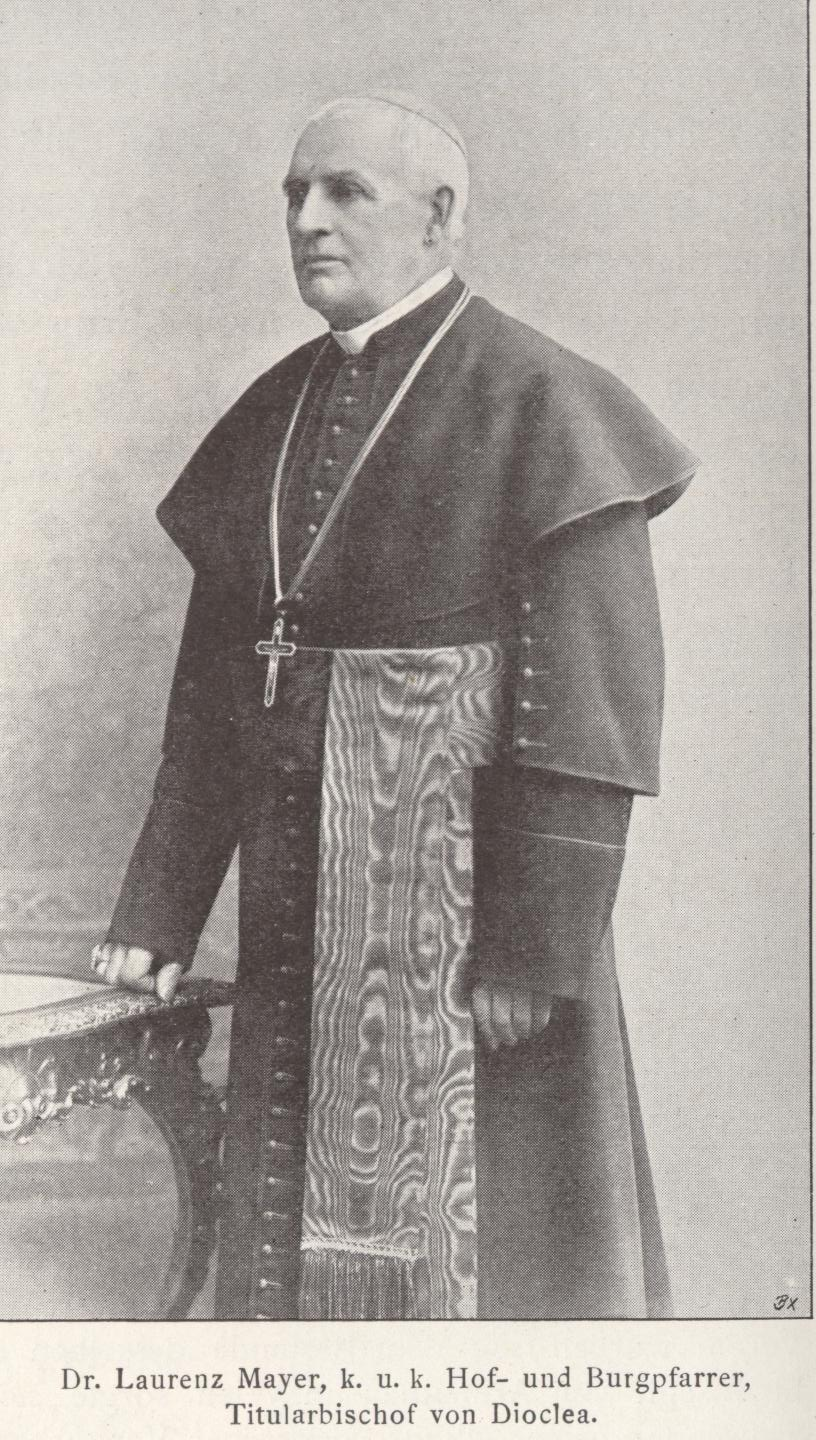
dvorní biskup Laurenz Mayer

- Josef Columbus (1804–1877), dvorní a hradní kněz; děkan vídeňské teologické fakulty
- Vincenz Darnaut (1770–1821), dvorní kaplan, zpovědník císaře Františka II. a topograf
- Ignaz Feigerle (1795–1863), dvorní kaplan; pozdější biskup v St. Pöltenu
- Jakub Frint (1766–1834), dvorní a hradní kněz; pozdější biskup v St. Pöltenu
- Franz Hlawati (1868-1940), 1912 dvorní kaplan a farní vikář Hofburgu, 1920 rektor dvorní kaple v Hofburgu
- Jan Rudolf Kutschker (1810–1881), dvorní a hradní kněz; pozdější vídeňský arcibiskup a kardinál
- Johann Michael Leonhard (1782–1863), kaplan dvorní a zámecké farnosti; později biskup ze St. Pöltenu a apoštolský polní vikář
- Laurenz Mayer (1828–1912), dvorní a hradní kněz a také pomocný biskup ve Vídni („dvorní biskup“)
- Franz Xaver Nagl (1855–1913), kaplan dvorní a zámecké farnosti; pozdější vídeňský arcibiskup a kardinál
- Joseph Pletz (1788–1840), dvorní a hradní kněz, pedagog a autor
- Johann Baptist Schneider (1840–1905), dvorní a hradní kněz; pozdější generální vikář vídeňský a pomocný biskup
- Ernst Seydl (1872–1952), poslední dvorní a hradní kněz a pomocný biskup ve Vídni („dvorní biskup“)
- Josip Juraj Strossmayer (1815–1905), kaplan dvorní a zámecké farnosti; pozdější biskup Đakovo
- Michael Johann Wagner (1788–1842), dvorní a hradní kněz; později apoštolský polní vikář a biskup ze St. Pöltenu